# Nikolaj Tolstych
Nikolaj Aleksandrovitsj Tolstych (Russisch: Николай Александрович Толстых)  (Moskou, 30 januari 1956) is een voormalig voetballer en huidig voetbalbestuurder uit Rusland. Voor Dinamo Moskou speelde hij als verdediger en middenvelder. Van september 2012 tot mei 2015 was hij voorzitter van de Russische voetbalbond.

## Levensloop
Tolstych voetbalde van 1974 tot 1983 voor Dinamo Moskou als verdediger en middenvelder. Voor deze club speelde hij 125 wedstrijden in de Sovjet-Russische voetbalcompetitie en maakte hij zes doelpunten. Verder speelde hij mee in vijf interlands: een wedstrijd in de Europacup II van 1979/80, twee in de UEFA Cup van 1980/81 en twee in de UEFA Cup van 1982/83.
In 1977 studeerde hij af aan de faculteit voor Fysieke Cultuur en Sport van de Russische Staatsuniversiteit voor Toerisme en Dienstverleningstudies.
Een blessure maakte in 1983 een einde aan zijn voetbalcarrière. Vervolgens werd hij clubbestuurder bij Dinamo en was hij in de periode van 1987 tot 2001 voorzitter en (algemeen) directeur. Van 2001 tot 2009 stond hij aan het hoofd van de Russische Professionele Voetballiga, ofwel de tweede divisie in het Russische voetbal.
Van 2009 tot 2012 was hij executive director van het Russische Olympische Comité. Van zijn benoeming op 3 september 2012 tot mei 2015 was Tolstych voorzitter van de Russische voetbalbond.